# Mury obronne w Świdnicy
Mury obronne – pozostałości murów miejskich na terenie Świdnicy.

## Historia
Do XIII wieku Świdnica była otoczona wałami drewniano-ziemnymi, znaczenie miasta sprawiło, że rozpoczęto budowę kamiennych murów obronnych. Początkowo do miasta prowadziły dwie bramy - Brama Dolna w kierunku Wrocławia i Dzierżoniowa na wschodzie (teren ob. Placu Wolności) oraz Brama Strzegomska w kierunku zachodnim. W późniejszym czasie powstały kolejne cztery bramy - Kraszowicka w kierunku południowym (obecnie ul. Trybunalska), Witoszowska (obecnie ulica Łukowa przy Placu Grunwaldzkim), Kapturowa (wylot Franciszkańskiej na Plac. św. Małgorzaty), Piotrowa zwana Poszewniczą (ul. 1-go maja, Folwarczna), Mikołajska (Al. Niepodległości), Furta Kościelna (ul. Bohaterów Getta). 
Po ukończeniu w 1623 roku, stanowiły one potrójny pierścień obronny z 7 bramami oraz ponad 70 basztami i wieżami. W całości nie przetrwały długo gdyż poważnie zostały uszkodzone podczas wojny trzydziestoletniej. Następnie w wyniku przebudowy Świdnicy i awansowania jej do rangi twierdzy w latach 1743–1753, zostały one częściowo zniesione. W takim stanie przetrwały do roku 1807, gdy na rozkaz Napoleona zostały wysadzone. Definitywny koniec nastał w 1867 roku, lecz jeszcze w 1893 roku można było zauważyć spore fragmenty tychże murów.
Do dzisiejszych czasów zachowały się niewielkie fragmenty murów przy al. Niepodległości (przy bazylice), wraz z mocno przebudowaną Brama Mikołajską, oraz fragmenty przy dawnej Bramie Dolnej (ul. Wrocławska i pl. Wolności). Zachowała się także Baszta Strzegomska.